# رتوئرتا
رتوئرتا (به اسپانیایی: Retuerta) یک شهرستان در اسپانیا است.